# Ozongenerator
Ein Ozongenerator, auch Ozonisator genannt, ist ein technisches Hilfsmittel zur Ozonherstellung aus Luftsauerstoff oder Wasser. Aufgrund der Unbeständigkeit des Ozons ist es erforderlich, dass das Ozon direkt am Ort seiner Anwendung hergestellt wird. Es ist daher aus praktischer Sicht wichtig, dass der Ozongenerator als Erzeugungstechnik derart optimiert wird, dass die ausreichende Menge des Gases, die zur Ozonbehandlung erforderlich ist, wirtschaftlich und möglichst störungsunanfällig hergestellt werden kann.

## Ozon als wichtiges Oxidationsmittel in vielen Anwendungsgebieten
Ozon (O3), bei Standardbedingungen ein Gas, ist ein starkes Oxidationsmittel, das selbst bei Raumtemperatur seine Oxidationswirkung entfaltet. Durch seine starke Oxidationswirkung ist das Gas bereits bei Raumtemperatur instabil.
Die Wirkung des Ozons entsteht durch den bei der Zersetzung des Moleküls entstehenden atomaren Sauerstoff, der selbst hoch reaktiv ist und oxidativ wirkt. Ozon ist damit als sogenannter „aktiver Sauerstoff“ quasi ein Träger dieses reaktiven atomaren Sauerstoffs. Die Zerfallsreaktion stellt sich wie folgt dar:
O3 –> O2 + O
Durch diesen Zerfallsmechanismus mit hoher oxidativer Wirkung kommt Ozon eine erhebliche Bedeutung in vielen Anwendungen zu. Im Jahr 1886 wurde erkannt, dass die 1839 durch Christian Friedrich Schönbein erstmals beschriebene Verbindung in der Trinkwasseraufbereitung als Desinfektionsmittel eingesetzt werden kann. Die erste derartige Anlage wurde 1893 in Oudshoorn (Niederlande) installiert, es folgten Paris (Frankreich, 1898) sowie das Wasserwerk Schierstein in Wiesbaden (1901) sowie Paderborn (1902).
Gerade diese desinfizierende Wirkung auf Bakterien oder Viren, ist es, die die Ozonbehandlung zu einem wichtigen Verfahren macht. Im Gegensatz zum Chlor als alternativem Oxidations- und Desinfektionsmittel ist die Ozonbehandlung vor allem weitgehend umweltschonend. Die durch das Ozon zersetzten Verbindungen sind überwiegend gut biologisch abbaubar und selbst das nach der Zersetzungsreaktion unverbrauchte Ozon zerfällt selbstständig, wobei lediglich Sauerstoff als Zersetzungsprodukt verbleibt.
Auch in Kläranlagen kommt das Ozon zum Einsatz. In den 1970er Jahren wurde das Gas zum ersten Mal in den USA zur Desinfektion des Kläranlagenablaufs verwendet. Dies findet vor allem Anwendung bei Einleitung in Badegewässer, oder wenn des gereinigten Abwassers wiederverwendet werden soll. Zusätzlich findet es aufgrund seiner oxidativen Eigenschaften auf organische Verbindungen Anwendung bei der sogenannten 4. Reinigungsstufe, bei der Spurenstoffe aus dem Abwasser beseitigte werden.
Über diese Anwendungen hinaus wird Ozon zum Beispiel auch in der medizinischen Ozontherapie, bei der Reinigung von Raumluft oder aber in Bleichprozessen von Papier verwendet.

### Kostenintensivität und geringe Ozonausbeute
Bereits 1857 entwickelte Werner von Siemens mit Hilfe der stillen elektrischen Entladung (auch „Korona-Entladung“ vergleichbar zu einem Blitzschlag) ein Verfahren, um Ozon herzustellen. Er verwendete hierzu für seinen Ozongenerator je einen Aluminium- und einen Glaszylinder als Elektroden. Der Glaszylinder umschließt den Aluminiumzylinder und wirkt als Dielektrikum. Zudem hat er auf seiner Außenseite eine Beschichtung aus leitfähigem Material. Mittels angelegter Hochspannung an den Ozongenerator entsteht ein elektrisches Feld, durch das Sauerstoff geleitet wird. Es kommt zur Bildung von Ozon. Die Menge des gebildeten Ozons ist abhängig vom Gasdruck und der Höhe der Spannung. Je höher die Spannung, desto mehr Ozon entsteht, je höher der Gasdruck, desto weniger Ozon wird gebildet. Moderne Geräte dieser Verfahrensart verwenden mehrere solcher Röhrensysteme hintereinander und kühlen beziehungsweise trocknen laufend aus Optimierungsgründen das Prozessgas. Dies erhöht im Ozongenerator zusätzlich die Ozonausbeute. Wird reiner Sauerstoff verwendet, ist die Ausbeute deutlich höher als bei der Verwendung von Luft. Zudem fallen Stickoxide als Nebenprodukt bei der Verwendung von Luft im Ozongenerator an. Im industriellen Maßstab beträgt die Spannung bis zu 20 kV, auch der Kühlprozess benötigt viel Energie. Ein solches Verfahren mit diesem Ozongenerator ist demnach, wenn auch die aufwändige Technik berücksichtigt wird, sehr kostenintensiv.
Alternativ zu einem Ozongenerator, der Hochspannung zur Ozonerzeugung nutzt, kann auch ein Ozongenerator verwendet werden, der eine Lichtquelle zur Erzeugung von ultraviolettem Licht einsetzt. Diese Vorgehensweise ist an die Abläufe in der Stratosphäre angelehnt, die für die Ozonschicht der Erde sorgen. Ein solcher Ozongenerator mit UV-Licht nutzt Umgebungsluft zur Ozonerzeugung, ohne als Nebenprodukt Stickoxide zu produzieren. Dies macht den Ozongenerator grundsätzlich günstiger, da auf die Trocknung von Luft und die Konzentration des Sauerstoffs verzichtet werden kann. Weiterhin ist der Einsatz bei einer feuchten Umgebungsluft problemlos möglich. Allerdings ist als Nachteil anzuführen, dass dieser Ozongenerator geringere Ausbeuten an Ozon erzeugt. Zudem muss sichergestellt werden, dass der durchströmende Luftstrom permanent dem UV-Licht ausgesetzt wird, um Ozon zu bilden. Hierdurch ist ein solcher Ozongenerator nur bedingt einsetzbar, wenn der Luftstrom oder auch ein verwendeter Wasserstrom sehr schnell durch den Ozongenerator strömt.
Beide Verfahren sind insgesamt kostenintensiv, durchaus störanfällig und produzieren eher geringere Ausbeuten an Ozon.

### Plasma und Elektrolyse
Zwei weitere Möglichkeiten, in einem Ozongenerator Ozon zu produzieren, stellen der Einsatz von kaltem Plasma und die Elektrolyse dar.
Das kalte Plasma wird in einem Ozongenerator durch eine dielektrische Barriereentladung erzeugt. Wird nun reines Sauerstoffgas durch diesen Ozongenerator geleitet, werden die Sauerstoffmoleküle in atomaren Sauerstoff gespalten, die sich dann zu Ozon rekombinieren können. Die so produzierten Ozonmengen sind vergleichbar zur Produktion bei der Corona-Entladung, aber deutlich größer als bei der Produktion von Ozon in einem Ozongenerator mit UV-Licht. Ein Ozongenerator nach dieser Bauart ist allerdings sehr teuer.
Ein Ozongenerator, der die Elektrolyse zur Ozonerzeugung nutzt, spaltet mithilfe einer angelegten Spannung Wassermoleküle in H2, O2 und O3. Das erzeugte Wasserstoffgas wird nach dem Spaltungsprozess entfernt, nur Sauerstoff und Ozon bleiben zurück. Im Gegensatz zur Corona-Entladung werden keine Stickoxide als Nebenprodukt im Ozongenerator erzeugt. Zudem ist die Ausbeute an Ozon bezogen auf die eingesetzte Energie deutlich höher. Für die Elektrolyse von Ozon aus Wasser ist normalerweise eine hohe Überspannung erforderlich. Dies kann vermieden werden, wenn ein geeigneter Katalysator für den Ozongenerator ausgewählt wird, so beispielsweise Bleidioxid bzw. Bor-dotierter Diamant. Im Hinblick auf eine Trinkwasseraufbereitung ist aber eine Verwendung von Bleidioxid im Ozongenerator negativ zu werten. Es müssen in diesem Fall andere Katalysatoren eingesetzt werden.

### Modernere Entwicklungen
Auf der Grundlage einer elektrochemischen Zelle wurden in den letzten Jahren Ozongeneratoren entwickelt, bei denen an der Anode Sauerstoff und Ozon aus Wasser gewonnen wird. Dieses Gasgemisch kann in der Folge direkt abgeführt werden, wird aber in der Regel direkt im elektrolysierten Wasser gelöst und dort verwendet. An der Kathode werden in Abhängigkeit von den verwendeten Elektrodenwerkstoffen bezogen auf Ozon immer größere Mengen Wasserstoff gebildet. Bei der Ozonerzeugung aus Wasser kann Ozon im besten Fall nach folgender Summengleichung gebildet werden, wobei im rein theoretischen Fall für ein Ozonmolekül drei Moleküle Wasserstoff gebildet werden:
3 H2O –> O3 + 3 H2
Nach Angaben des Fraunhofer-Institut für Grenzflächen- und Bioverfahrenstechnik (IGB) bildet sich im Idealfall ein Gemisch aus ca. 18 % Ozon und 82 % Sauerstoff. Die Gleichung kann deshalb näherungsweise wie folgt geschrieben werden:
12 H2O –> O3 + 4,5 O2 + 12 H2
Wasserstoffperoxid wird je nach Elektrodenkonfiguration und Stromdichte ebenfalls gebildet. Dies kann sowohl an der Kathode als auch Anode erfolgen:
Kathode: 2 H3O+ + 2 e− –> H2O2 + 2 H2
Anode: 2 OH− –> H2O2 + 2 e−
Wasserstoffperoxid hat den Vorteil, dass es in Kombination mit dem Ozon ebenfalls zur Wasseraufbereitung und Desinfektion genutzt werden kann. Wasserstoffperoxid ist seinerseits ein Oxidationsmittel. Die Nutzung beider Oxidationsmittel steigert daher die Effizienz. Der Vorteil der elektrochemischen Zellen liegt in ihrer Kompaktheit und einfachen Handhabung. Zudem wird bei diesem Verfahren nur Wasserstoff als echtes unerwünschtes Nebenprodukt erzeugt. Die Energiekosten, bezogen auf die Erzeugung von Ozon, sind günstiger als beim Coronaverfahren. Dieser Ozongenerator kann neben der Reinstwasseraufbereitung zum Beispiel auch bei der Raumluftaufbereitung oder bei Entfärbungsprozessen Anwendung finden. Eine Verwendung dieses Ozongeneratortyps für die Trinkwasseraufbereitung scheitert meist am Vorhandensein von gelösten Salzen, da sich dann z. B. Calciumcarbonat auf den Elektroden abscheidet, wodurch die Leistung der Zellen sehr schnell zurückgeht. Auch sind elektrochemische Verfahren heute (Stand 2018) noch nicht für die wirtschaftliche Erzeugung von größeren Ozonmengen im Bereich von 100 g/h geeignet und werden in der Regel ausschließlich im pharmazeutischen Bereich verwendet, um die Rekontamination von Reinstwasser zu verhindern.